# NTSC

La codifica a colori del sistema televisivo nel mondo. I paesi che utilizzano il sistema NTSC sono visualizzati in verde.

L'NTSC è uno standard per la creazione, trasmissione e ricezione di contenuti video analogici per le aree geografiche Corea, Giappone, Canada, USA e altri Stati delle Americhe, dell'Asia e dell'Oceania.
Il suo nome è la sigla di National Television System(s) Committee, l'ente statunitense di standardizzazione industriale che lo ha creato. NTSC è anche l'acronimo di Never Twice the Same Color (mai due volte lo stesso colore), in senso ironico poiché deriva dalla mancanza di un sistema di correzione automatico degli errori di fase, che rende necessaria la presenza di una regolazione di tinta manuale sui monitor. Lo standard televisivo normalmente associato alla trasmissione SDTV in NTSC è il Sistema M nella denominazione CCIR.

## Descrizione
L'NTSC è un formato di tipo interlacciato con una cadenza di ripresa di 30 fotogrammi al secondo (in realtà la frequenza esatta è di 29,97 Hz). Lo standard NTSC prevede l'utilizzo di 525 linee per la definizione di un fotogramma completo e di 262,5 linee per ogni semiquadro. Sul totale delle 525 linee solo 486 vengono realmente utilizzate per comporre l'immagine, mentre le restanti vengono impiegate per altre informazioni come sincronismi di ritorno verticale, televideo e close captioning per non udenti.
Essendo un formato analogico, non esiste in realtà una risoluzione orizzontale, che dipende dal potere risolvente dei mezzi di ripresa e dalla banda registrabile dai videoregistratori. La banda passante della luminanza è solitamente limitata a 3 MHz dal momento che la sottoportante colore è di 3,58 MHz.
Esiste una variante con sottoportante colore di 4,43 MHz. Fu utilizzata solo come segnale videocomposito in uscita da un esiguo numero di videoregistratori VHS e videolettori LD. Richiedeva televisori dichiaratamente compatibili con questo pseudo-sistema per essere visualizzato correttamente.

## Paesi che usano il sistema NTSC

### Nord America
- Canada
- Messico
- Stati Uniti d'America

### America Centrale e Caraibi
- Antigua e Barbuda
- Aruba
- Bahamas
- Barbados
- Belize
- Bermuda
- Isole Vergini britanniche
- Isole Cayman
- Costa Rica
- Cuba
- Dominica
- Repubblica Dominicana
- El Salvador
- Guatemala
- Grenada
- Honduras
- Giamaica
- Isole Leeward
- Montserrat
- Antille Olandesi
- Nicaragua
- Panama
- Porto Rico
- Saint Kitts e Nevis
- Saint Lucia
- Saint Vincent e Grenadine
- Trinidad e Tobago
- Isole Vergini Americane

### Sud America
- Bolivia
- Cile
- Colombia
- Ecuador
- Guyana
- Perù
- Suriname
- Venezuela

### Asia
- Giappone
- Birmania
- Filippine
- Corea del Sud
- Taiwan

### Area del Pacifico
Territori Americani
- Samoa Americane
- Guam
- Saipan conosciuta anche come Isole Marianne Settentrionali
- Micronesia
- Atollo di Midway (una base americana)
- Palau
- Isole Marshall
- Samoa
- Tonga

### Oceania Indiana
- Diego Garcia